# Eilema debilissima
Eilema debilissima là một loài bướm đêm thuộc phân họ Arctiinae, họ Erebidae.